# Nowosądecka Fabryka Urządzeń Górniczych NOWOMAG
Nowosądecka Fabryka Urządzeń Górniczych „NOWOMAG” – istniejące w okresie 1976–2003 w Nowym Sączu przedsiębiorstwo państwowe (od 1992 jako spółka akcyjna), specjalizujące się w produkcji urządzeń i elementów na potrzeby górnictwa oraz elektrowni wiatrowych.

## Historia
Przedsiębiorstwo pierwotnie zostało utworzone w marcu 1951 jako Nowosądeckie Zakłady Przemysłu Terenowego. 1 stycznia 1976 zostało ono przekazane do Ministerstwa Górnictwa i Energetyki i weszło w struktury Zjednoczenia Przemysłu Maszyn Górniczych „POLMAG” zmieniając tym samym profil oraz nazwę przedsiębiorstwa. Z przywożonych ze Śląska materiałów produkował przenośniki zgrzebłowe podścianowe do robót przygotowawczych, przenośniki zgrzebłowe ratownicze, drzwi szybowe do wind górniczych, krążki linowe, pompy podsadzkowe a także kadłuby silników elektrycznych dużych mocy, po czym całość produkcji wywożono do śląskich kopalń. W okresie szczytowego rozwoju, zatrudniał ok. 1100 osób, posiadał stolarnię w Kamionce Wielkiej i drukarnię przy Rejtana w Nowym Sączu. W końcu lat 70. zakład miał być znacznie rozbudowany, przewidziano szereg dużych hal produkcyjnych. Powstały 2, w których obecnie ma siedzibę zakład. Dla ułatwienia transportu do fabryki miała prowadzić bocznica kolejowa.
Od roku 1992 działa jako spółka akcyjna. W latach 90. uruchomiono produkcję ciężkich przenośników ścianowych, elementy tras przenośników, kruszarki urobku oraz korpusy silników elektrycznych.  oraz zaprojektowanych przez zespół pod kierunkiem dra Zdzisława Ząbera elektrowni wiatrowych – najpierw EW-100 (prototyp w Rytrze o mocy 100 kW; zastąpiony przez EW-160), później EW-160 o mocy 160 kW. W sumie wyprodukowano 10 tego typu urządzeń. Zakład produkował także kątowe przekładnie zębate planetarne do przenośników ścianowych i przekładnie zębate do elektrowni wiatrowych; wdrożono także produkcję łopat do elektrowni wiatrowych z kompozytów – najlżejszych w świecie. Po przejściu przez program prywatyzacji akcje zakładu wprowadzonego do 11 Narodowego Funduszu Inwestycyjnego, znalazły się w "regulowanym pozagiełdowym wtórnym obrocie publicznym na Centralnej Tabeli Ofert", skąd w 2000 r. wykupiło je Przedsiębiorstwo Budowy Szybów, a od 2003 działa w strukturach Grupy FAMUR SA.